# Sint-Servatiuskapel (Beegden)
De Sint-Servatiuskapel is een kapel in het dorp Beegden in de Nederlandse gemeente Maasgouw. De kapel staat op de hoek van de Sint Servaasstraat met de Nieuwstraat.
Op ongeveer 240 meter naar het noorden bevindt zich de Onze-Lieve-Vrouw-van-Altijddurende-Bijstandkapel en op ongeveer 600 meter naar het noordoosten de Sint-Annakapel.
De kapel is gewijd aan de heilige Servaas van Maastricht en voor de kapel stonden twee grote lindebomen. Het bouwwerk is een gemeentelijk monument.

## Geschiedenis
Waarschijnlijk werd de kapel tussen 1750 en 1760 gebouwd door de vader van baron de Meer d Ósen die woonachtig was op kasteel Osen.
In 1972 kreeg de kapel een mozaïekfiguur als schenking van Mr. Dahmen, woonachtig op Huis Nederhoven.

## Gebouw
De neogotische bakstenen kapel is opgetrokken op een rechthoekig plattegrond en wordt gedekt door een verzonken zadeldak met oranje pannen. De bakstenen gevels worden op verschillende niveaus onderbroken door grijze speklagen. In de beide zijgevels bevinden zich elk twee spitsboogvensters. De frontgevel en achtergevel zijn een puntgevel die beide bekroond wordt door een ijzeren kruis. De achtergevel heeft schouderstukken en een verbrede aanzet. De frontgevel heeft op de hoeken overhoekse steunberen die bekroond worden door piramidevormige pinakels die bekroond worden met een ijzeren kruis. In de frontgevel bevindt zich de spitsboogvormige toegang van de kapel, waarbij het boogveld gevuld is met een versierd timpaan en de opening afgesloten wordt met een spijlenhek. De timpaan toont midden boven een kruis staand op een wereldbol, links en rechts een olijftak en onder een banderol met daarop de tekst SINT SERVATIUS.
Van binnen is de kapel wit gestuukt en tegen de achterwand is het altaar geplaatst. Boven het altaar is een mozaïek aangebracht dat de heilige Servatius afbeeldt terwijl die een draak bestrijdt die aan zijn voeten ligt doorstoken met een staf die de heilige in de rechterhand vasthoudt.